# Ratifikationsinstrument
Ratifikationsinstrument, et dokument hvor regeringer bekræfter at de vil overholde en indgået traktat.
I EU sammenhæng er det i Danmark udenrigsministeriet, som udfærdiger dokumentets tekst, og afleverer dokumentet til opbevaring i Rom efter ratificering af regeringen.